# 白花耳唇兰
白花耳唇兰（学名：Otochilus albus），为兰科耳唇兰属下的一个植物种。其种加词“albus”意为“白的”。